# Институт за неонатологију Београд
Институт за Неонатологију Београд једна је од највећих институцију за Неонатологију у Србији, настала 1925. године из Дома материнског удружења основаног 1904. године. Инситут је настао на иницијативу у то време признатог гинеколога, Др Јове Јовановића, са циљем смањивања смртности код новорођене деце У Србији.

## Положај
Институт се налази у улици Краља Милутина 50.  у општини Савски венац у строгом центру Београда, Србија.

## Значај установе
Ако се има у виду да од годишње превремено рођених 4.000 беба у Србији, њих 1.000 прве дане живота проведе на Институт за Неонатологију Београду, може се сагледати значај ове установе, која безмало један век брине о овој деци.

## Историја
Радови на изградњи Института започети су 1922. године по окончању Првог светског рата, захваљујући прилозима многобројних донатора.
Институт је свечано отворен 4. децембра 1925. године. Први руководилац центра био је професор др Урош Ружичић,  који је са својим сарадницим уз велика залагањем и без преко потребне опреме успео да смањи смртност новорођене деце у Србији.
Захваљујући донацији грађевинске компаније „Миленијум тим” у износу од 250.000 евра, обављена је обнова зграде Института старе скоро 100 година.

## Организационе јединице

### Одељења
- Прво одељење (Пријемно одељење)
- Друго одељење
- Треће одељење
- Четврто одељење
- Пето одељење (Одељење интензивне неге)
- Шесто одељење (Одељење мајки)

### Амбуланте и кабинети
- Пријемна амбуланта
- Консултативна амбуланта
- Офталмолошки кабинет
- Беби масажа
- Банка хуманог донорског млека (опремљена савременом опремом за прикупљање, обраду, чување и обогаћивање млека)